# Batalla de Crimea (1944)
La batalla de Crimea 1944 es refereix a les operacions de combat entre la Wehrmacht alemanya i l'Exèrcit Roig a la península de Crimea entre abril i maig de 1944. El 4t Exèrcit ucraïnès s'enfrontà amb el 17è Exèrcit del Grup d'Exèrcits Sud alemany, que consistia en formacions alemanyes i romaneses, en una operació destinada a alliberar la península de Crimea del control alemany. El resultat de la batalla va ser una victòria completa per l'Exèrcit Roig, amb els alemanys i romanesos procedint a una evacuació a través del mar Negre amb greus pèrdues.

## Preludi
Els alemanys van prendre el control de la península de Crimea després de la batalla de Crimea el 1942. A finals de 1943 i principis de 1944, la Wehrmacht va retrocedir al llarg de tota la seva primera línia a l'est. L'octubre de 1943, el 17è Exèrcit es va retirar del cap de pont de Kuban a través de l'estret de Kerx cap a Crimea. Durant els mesos següents, l'Exèrcit Roig va fer retrocedir la Wehrmacht al sud d'Ucraïna, i finalment va tallar la connexió terrestre del 17è Exèrcit a través de l'istme de Perekop el novembre de 1943.
La Wehrmacht va poder mantenir-se amb èxit a Crimea, fins i tot després d'haver estat tallada per terra, a causa de la seva capacitat per subministrar-la a través de la mar Negra. El control de Crimea es considerava important, ja que la seva pèrdua afectaria negativament l'actitud de Turquia i posaria els camps petroliers romanesos en risc d'atacs aeris soviètics.
Els desembarcaments soviètics a l'estret de Kertx, coneguts com l'Operació Kertx-Eltiguen, i al sector nord-est de Crimea (prop de Sivaix) a les darreries de 1943, juntament amb un atac per l'istme de Perekov obligà al 17è Exèrcit a retirar-se cap a Sebastòpol des del 10 d'abril de 1944. L'OKW intentà convertir Sebastòpol en una fortalesa, igual que l'Exèrcit Roig havia fet a la primera batalla de Crimea el 1941/42. El veloç moviment de l'Exèrcit Roig juntament amb una preparació inadequada de les defenses de Sebastòpol ho van fer impossible, i el 9 de maig de 1944, menys d'un mes després de l'inici de la batalla, Sebastòpol va caure.
Paul Ludwig Ewald von Kleist va ser destituït del comandament del Grup d'Exèrcits A el 30 de març de 1944. El va succeir Ferdinand Schörner.

## Evacuació de Crimea
L'evacuació de Crimea l'abril-maig de 1944 va ser l'operació més complexa i extensa de l'armada romanesa durant la Segona Guerra Mundial. Del 15 d'abril al 14 de maig, nombrosos vaixells de guerra alemanys i romanesos van escortar molts combois entre Constanța i Sebastopol. La importància de l'operació es pot comprovar amb l'ús en combat dels quatre destructors romanesos, els vaixells de guerra més grans de l'Eix a la Mar Negra. L'última fase de l'evacuació (10-14 de maig) va veure el combat més ferotge, ja que els vaixells de l'Eix transportaven, sota atacs constants dels avions soviètics i l'artilleria de terra, més de 30.000 soldats. D'aquests, 18.000 van ser transportats per vaixells romanesos. L'11 de maig, el vaixell cisterna alemany Friederike va ser torpedejat i molt danyat pel submarí soviètic L-4, impedint-ne la participació.

## Conseqüències
Les formacions alemanyes i romaneses van patir unes pèrdues molt altes i ja irrecuperables, molts d'ells fets presoners quan fracassà l'evacuació. Les pèrdues soviètiques van ser molt més moderades. La taula següent està basada en informació del llibre de Glantz/House When Titans Clashed:
- Pèrdues alemanyes:
  - Irrecuperables: 31.700
  - Ferits: 33.400
  - Total: 61.500

- Pèrdues romaneses:
  - Irrecuperables: 25.800
  - Ferits: 5.800
  - Total: 31.600

- Pèrdues soviètiques:
  - Irrecuperables: 17.754
  - Ferits: 67.065
  - Total: 84.804
  - Tancs: 171
  - Artilleria: 521
  - Avions: 179

En una reunió amb Adolf Hitler a Berchtesgaden, el comandant del 17è Exèrcit, Erwin Jaenecke, havia insistit que Sebastopol s'havia d'evacuar i que el seu exèrcit de 235.000 homes es retirés. Després de la pèrdua de Crimea, va ser considerat responsable, arrestat a Romania i sotmès a un tribunal marcial. Només la intervenció de Heinz Guderian li va salvar la vida. Va ser destituït de l'exèrcit el 31 de gener de 1945.
Les formacions alemanyes i romaneses van patir la pèrdua de 57.000 homes, molts dels quals es van ofegar durant l'evacuació. Només l'enfonsament del Totila i la Teja el 10 de maig va provocar fins a 10.000 morts. En total, les pèrdues alemanyes al mar van ascendir a cinc vaixells de càrrega, un petrolier, tres remolcadors, tres barcasses, tres vaixells a motor i quatre caçadors de submarins, mentre que els romanesos van perdre tres vaixells de càrrega.